# Cecilie Løken
Cecilie Hesselberg Løken, född 1970 i Askim, Norge, är en norsk tvärflöjtist, bosatt i Sverige.
Løken är utbildad vid Norges musikkhøgskole i Oslo och Royal Academy of Music i London. Hon arbetar som både frilansande solist och soloflöjtist med de främstasymfoniorkestrar i världen: Mahler Chamber Orchestra, Sveriges Radios Symfoniorkester, Orchestre Theatre de la Monnaie och Rotterdam Philharmonic med Valery Gergiev. Hon har tidigare varit anställd som soloflöjtist i Kungliga Hovkapellet i Stockholm 1999-2002, Bergen Filharmoniske Orkester 2005-08 och vid Den Norske Opera i Oslo 1997-1999. Hon undervisade vid Musikhögskolan Ingesund, Karlstads universitet, 2006-2008, Örebro Universitet 2016-18, Mälardalen Högskola 2018-2019,  Kungliga Musikhögskolan 2016-2018. Sedan 2009 spelar hon med Valery Gergiev's World Orchestra for Peace.
Hon är dessutom soloflöjtist i det Norske Kammerorkester sedan 2004. Under åren 2005-2007 mottog hon Statens Kunstnerlønn och hon blev hedrad med titeln "Associate of the Royal Academy" i London 2003 och Aurora Music Awards 2016. Cecilie Løken Hesselberg blev nominerad till Årets Klassiske Inspilling med Monrad Johansens flöjtkvintett på Spellemannprisen (Grammy) 2015.

## Diskografi
- Dance of the elves, 2003, Magic Flute MF201003
- The water is wide, 2005, Magic Flute MF091005